# 河合絃司
河合 絃司（かわい げんじ、1918年10月4日 - 2008年12月17日）は、日本の俳優。東京府出身。

## 人物・来歴
東京工業技術学校を卒業後、沖電気工業などの電機会社に勤務。戦後、GHQ進駐軍に勤めながら俳優・竹内良一に師事し演技を学び、1956年（昭和31年）に今井正監督『真昼の暗黒』に映画初出演したのをきっかけに1957年（昭和32年）3月に東映東京撮影所に専属となり 数多くの東映東京作品や『キイハンター』、『Gメン'75』、『特捜最前線』、『西部警察』などのアクション物や刑事ドラマ。『暴れん坊将軍』、『水戸黄門』などの時代劇などでも活躍した。2008年12月17日、肺炎で死去した。90歳没。

## 出演

### 映画
- 真昼の暗黒（1956年）
- 七つの弾丸（1959年）- 守衛
- 殴りつける十代（1960年）- 試験委員Ｂ
- 黄金の掟（1960年）- 岩品隆介マネジャー
- 特ダネ三十時間 笑う誘拐魔 曲り角の女（1960年）- 佐藤
- 坊ちゃん野郎勢ぞろい（1961年）- 亀六
- 宇宙快速船（1961年） - 守衛
- 静かなるならず者（1961年）- 中村当直士官
- 東京パトロール 粋な二人のお巡りさん（1961年）- ＸＸ署警官
- 悪魔の手毬唄（1961年）- 立原巡査
- 八人目の敵（1961年）- 東都アパート管理人
- 新婚シリーズ 月給日は嫌い（1962年）- 都電の車掌
- 愉快な仲間（1962年）- ルンペンＢ
- 松本清張のスリラー 考える葉（1962年）- 船木刑事
- 民謡の旅桜島　おてもやん（1962年）- 山村
- がんこ親父と江戸っ子社員（1962年）- 本田
- 暗黒街最後の日（1962年）- 三島警部
- 王将（1962年）- 田河
- 遊民街の銃弾（1962年）- 警備官Ｂ
- 裏切者は地獄だぜ（1962年）- 矢部
- 東海一の鬼紳士（1963年）- 白石
- 最後の顔役（1963年）- 潮田警部
- 人生劇場シリーズ
  - 人生劇場 続 飛車角（1963年）
  - 人生劇場 新 飛車角（1964年）
- 警視庁物語シリーズ（1964年）
  - 警視庁物語 全国縦断捜査（1963年）- 榊主任
  - 警視庁物語 十代の足どり（1963年）- 所轄の刑事
  - 警視庁物語 行方不明（1964年）- 城山職長
- 暗黒街最大の決斗（1963年）- 池西刑事部長
- やくざの歌（1963年）
- 恐喝（1963年）- 島田
- 昭和侠客伝（1963年）- 食堂の主人
- ギャング忠臣蔵（1963年）- 外事課長
- 五番町夕霧楼（1963年）- フーさん
- 鬼検事（1963年）- 正木事務官
- 君たちがいて僕がいた（1964年） - 犬飼教頭
- 暗黒街大通り（1964年）- 警察少年係
- 竜虎一代（1964年）
- 赤いダイヤ（1964年）
- 飢餓海峡（1965年）- 巣本虎次郎（網走刑務所看守部長）
- 黒い猫（1965年）- 中島
- 網走番外地 （1965年）- 捜索隊員
- にっぽん泥棒物語（1965年）- 広川巡査
- 悪魔のようなすてきな奴（1965年）- 丸山人事課長
- 無宿者仁義（1965年）- 保安課長
- 昭和残侠伝シリーズ
  - 昭和残侠伝（1965年）- 警察署長
  - 昭和残侠伝 一匹狼（1966年）- 西川
  - 昭和残侠伝 人斬り唐獅子（1969年）- 三好
- 任侠男一匹（1965年）- 渡辺達之助
- 地獄の波止場（1965年）- 田所
- 脅迫 おどし（1966年）- 部課長C
- あばずれ（1966年）- 松永民三
- 昭和最大の顔役（1966年）- 熊谷警部
- 地獄の野良犬（1966年）- 松村専務
- 太陽に突っ走れ（1966年） - ふじやのおやじ
- 三等兵親分出陣（1966年）- 金崎
- 子守唄シリーズ
  - 浪曲子守唄（1966年） - 大衆食堂の親爺
  - 出世子守唄（1967年）- 塚田
- 地獄の掟に明日はない（1966年）
- ボスは俺の拳銃で（1966年）- 刑事
- 組織暴力シリーズ（1967年）
  - 組織暴力 - 捜査四課課長
  - 続・組織暴力 - 警察署長
- 網走番外地 決闘零下30度（1967年）- 抗夫今津
- 渡世人（1967年）- 教講師
- ギャングの帝王（1967年）- 西村刑事
- 侠骨一代（1967年）- 尾形
- 河内遊侠伝 （1967年、東映） - 今井
- 懲役十八年 仮出獄（1967年）
- 旅路（1967年）- 助役
- 博徒解散式（1968年）- 原口
- 獄中の顔役（1968年）- 高山場長
- 代貸（1968年）- 岸
- 夜の歌謡シリーズ 命かれても（1968年）-「さかぐち」の支配人
- (秘)女子大生 妊娠中絶（1969年）- 西原
- 妖艶毒婦伝 人斬りお勝（1969年） - 淡路屋総右衛門
- 超高層のあけぼの（1969年）- 菊池工務部長
- 日本侠客伝シリーズ
  - 日本侠客伝 花と龍（1969年）- 田中光徳
  - 日本侠客伝 昇り龍（1970年） - 大庭春吉
- 夜の歌謡シリーズ 港町ブルース（1969年）- 刑事
- 組織暴力 兄弟盃（1969年）- 元倉
- 現代任侠道 兄弟分（1970年）- 尾形
- 血染の代紋（1970年）- 県警刑事
- 新兄弟仁義（1970年）- 高須
- 捨て身のならず者（1970年）- 藤井
- 夜遊びの帝王（1970年）- 平山
- やくざ刑事シリーズ
  - やくざ刑事 マリファナ密売組織（1970年） - 古谷刑事部長
  - やくざ刑事 俺たちに墓はない（1971年）- 古谷刑事部長
- 新宿の与太者（1970年）- 吉沢
- 博徒外人部隊（1971年）- 港北会会長
- ずべ公番長 ざんげの値打もない（1971年）- マリの父
- 暴力団再武装（1971年）- 船長
- 新網走番外地シリーズ
  - 新網走番外地 嵐を呼ぶ知床岬（1971年）- 川島昇平
  - 新網走番外地 吹雪の大脱走（1971年）- 裁判長
- 尼寺博徒（1971年）- 中尾幸之助
- 博徒斬り込み隊（1971年）- 警察幹部(警察庁)
- 狼やくざ 殺しは俺がやる（1972年） - 氷室源太郎
- 現代やくざ 人斬り与太（1972年）- 医者
- 夜の女狩り（1972年）- 裁判官
- 夜のならず者（1972年）- 銀行重役
- 麻薬売春Gメンシリーズ（1972年）
  - 麻薬売春Gメン - 石田所長
  - 麻薬売春Gメン 恐怖の肉地獄 - 石田所長
- やくざと抗争（1972年）- 検問の刑事
- 昭和極道史（1972年）- 川田清三郎
- 人斬り与太 狂犬三兄弟（1972年）- 田口
- ポルノの帝王 失神トルコ風呂（1972年）- 入院患者
- 非情学園ワルシリーズ
  - 非情学園ワル（1973年）
  - 非情学園ワル 教師狩り（1973年）
  - 非情学園ワル ネリカン同期生（1974年）
- やくざと抗争 実録安藤組（1973年）- 矢頭を治療する医者
- 色魔狼（1973年）- 杉崎
- 実録安藤組 襲撃篇（1973年）- 刑事部長
- 0課の女 赤い手錠（1974年） - 加藤
- 直撃! 地獄拳（1974年）- 日本真伝拳法館館長
- 三代目襲名（1974年） - 古川松太郎
- 衝撃! 売春都市（1974年）- 小野田洋一
- 安藤組外伝 人斬り舎弟（1974年）- 刑事
- 少林寺拳法（1975年）- 村山仙造（多度津のうどん屋）
- 仁義の墓場（1975年） - 野方署長
- 雪夫人繪圖（1975年）- 山崎
- 大脱獄（1975年）- 判事
- ウルフガイ 燃えろ狼男（1975年）- 捜査主任
- 青春讃歌 暴力学園大革命（1975年）- 赤井校長
- 新幹線大爆破（1975年） - 部長刑事
- けんか空手シリーズ
  - けんか空手 極真拳（1975年）- 村田警部補
  - 空手バカ一代（1977年） - ナレーター
- 男組シリーズ
  - 男組 （1975年）- 滝沢教頭
  - 男組 少年刑務所（1976年） - 白井
- 神戸国際ギャング（1975年） - 警察署長
- 実録三億円事件 時効成立（1975年）- 捜査一課長 課長代理
- 東京ディープスロート夫人（1975年）- 皆川
- 必殺女拳士（1976年）- ロバート沖崎
- 横浜暗黒街 マシンガンの竜（1976年）- 刑務所所長
- 子連れ殺人拳（1976年） - 立花仙造
- お祭り野郎 魚河岸の兄弟分（1976年）- 鯉虎
- 暴力教室（1976年）- 宇佐美忠雄
- トラック野郎シリーズ
  - トラック野郎・望郷一番星（1976年）- 荷主
  - トラック野郎・天下御免（1976年）- マル浜
  - トラック野郎・男一匹桃次郎（1977年）- 世話人
  - トラック野郎・突撃一番星（1978年）- ドライブイン店主
  - トラック野郎・一番星北へ帰る（1978年）- 浜源
- 狭山裁判（1976年）- 山本副部長
- 新・女囚さそり 701号（1976年）- 岡部
- 河内のオッサンの唄（1976年）
- 新宿酔いどれ番地 人斬り鉄（1977年） - ナレーター
- 犬神の悪霊（1977年）- 桧垣(久賀村村長)
- ビューティ・ペア 真赤な青春（1977年）- 応援団員Ｂ
- 人間の証明（1977年）- 監察医
- 日本の首領シリーズ
  - 日本の首領 野望篇（1977年） - 沢田竜次郎
  - 日本の首領 完結篇（1978年） - 島田隆男
- こちら葛飾区亀有公園前派出所（1977年）- 課長
- 多羅尾伴内（1978年）- 中央署署長
- 皮ジャン反抗族（1978年）- 医師
- 赤穂城断絶（1978年） - 奥野将監
- 総長の首（1979年）- 佐藤勝助
- 白昼の死角（1979年）- 債権者
- 蘇える金狼（1979年） - 秀原（東和油脂監査部長）
- 動乱（1980年）
- 影の軍団 服部半蔵（1980年）- 堀田加賀守盛綱
- 徳川一族の崩壊（1980年） - 二条斉敬
- 二百三高地（1980年）- 金沢の小学校校長
- さらば、わが友 実録大物死刑囚たち（1980年）- 高裁裁判長
- 四季・奈津子（1980年）
- 悪霊島（1981年）
- 魔界転生（1981年）- 神尾備前守
- マノン（1981年）
- 道頓堀川（1982年）
- 誘拐報道（1982年）
- この子の七つのお祝いに（1982年）
- 制覇（1982年） - 熊谷（刑務所保安課長）
- 小説吉田学校（1983年）
- セカンド・ラブ（1983年）
- ヘッドフォン・ララバイ（1983年）- 校長
- 天国の駅 HEAVEN STATION（1984年）- 染め屋
- 修羅の群れ（1984年）
- 最後の博徒（1985年）
- 化身（1986年）
- ア・ホーマンス（1986年）
- 首都消失（1987年）- 兵庫県知事
- 疵（1988年）
- 極道渡世の素敵な面々（1988年）- 梶山栄
- 姐御 （1988年） - 文造
- 悲しきヒットマン（1989年）
- 激動の1750日（1990年） - 八矢会 国分組組長 国分隆
- 極道戦争 武闘派（1991年）- 美幸の祖父（花火職人）
- 修羅の伝説（1992年）
- ナースコール（1993年）
- 民暴の帝王（1993年）
- 無頼平野（1995年）- 爺さん
- 修羅がゆく（1995年） - 初代岸田組組長・岸田巌
- スパルタの海（2011年、製作は1983年）

### テレビドラマ
- 新 七色仮面（1960年、NET / 東映）
- ナショナルキッド（1960年、NET / 東映） - 高倉警部、ナレーター
- 白鳥の騎士 第1話（1961年、NET / 東映） - 亭主
- 青年弁護士 第13話「絶叫」（1963年、NTV / 東映）
- 特別機動捜査隊（NET / 東映）
  - 第128話「さすらい」(1964年)
  - 第137話「ハンドル」(1964年） - 木村刑事
  - 第154話「東京0米地帯・前編」(1964年） - 石岡刑事
  - 第176話「残雪」(1965年） - 駐在
  - 第205話「歌のある街」(1965年)
  - 第326話「蜜月旅行」(1968年） - 松田
  - 第345話「濁った大都会の天使」(1968年） - 所轄次長
  - 第382話「砂に十字架を!」(1969年）
  - 第530話「懐かしのメロディ殺し屋」(1971年） - 事務官
  - 第539話「ある恐怖」(1972年） - 次長
  - 第549話「太陽が欲しい」(1972年） - 主人
  - 第755話「甘えるな英太」（1976年） - 赤沢
  - 第782話「わたしの父さん」（1976年） - 神谷
- 悪の紋章（1965年、NET / 東映）
- キャプテンウルトラ 第14話「金属人間メタリノームあらわる!!」（1967年、TBS / 東映） - 観測基地隊長 ※河合弦二名義
- 忍者ハットリくん+忍者怪獣ジッポウ （1967年、NET / 東映） - 校長先生
  - 第1話「ジッポウ君あらわる」
  - 第5話「PTAとはなんでござる?」
  - 第10話「学校は難しいでござる」
- ローンウルフ 一匹狼 第14話「拳銃のバラード」（1968年、NTV / 東映）
- 悪魔くん 第8話「水妖怪」（1966年、NET / 東映） - 池の管理人
- ジャイアントロボ（NET / 東映）
  - 第9話「電流怪獣スパーキィ」（1967年） - 国防庁長官
  - 第13話「悪魔の眼ガンモンス」（1968年） - アラー14世
  - 第17話「赤富士ダムを破壊せよ」（1968年） - 国防庁長官
  - 第22話「殺人兵器カラミティ」（1968年） - 国防庁長官
- キイハンター（TBS / 東映）
  - 第2話「非情の唇」（1968年） - 河村
  - 第23話「必死の逃亡1:3」（1968年） - 刑事
  - 第29話「その名は女番外地」（1968年）
  - 第34話「墓を掘る殺し屋たち」（1968年）
  - 第40話「用心棒必勝作戦」（1969年） - 三宅
  - 第45話「死刑台から来た男」（1969年）- 裁判長
  - 第54話「それ行け発狂作戦」（1969年）
  - 第64話「がい骨抱いて珍道中」（1969年）
  - 第69話「死刑執行25時」（1969年）
  - 第71話「殺人魔女クラブ」（1969年）
  - 第79話「馬鹿をかついで珍道中」（1969年） - 国際天然資源センター・三好博士
  - 第84話「殺人狂騒曲」（1969年）
  - 第85話「おれの葬式100万＄」（1969年） - 野々村弁護士
  - 第90話「殺し屋たちのクリスマスイブ」（1969年）
  - 第94話「殺されに来た暗殺者」（1970年）
  - 第96話「死刑結婚式」（1970年） - 教戒師
  - 第98話「金塊列車は地獄に停る」（1970年）
  - 第100話「妖婆と宝石泥棒」（1970年）
  - 第131話「サイコロGメン命預けます」（1970年） - 天道組長
  - 第133話「私の首を返して頂だい」（1970年）
  - 第144話「荒原牧場必殺の決闘」（1971年）
  - 第158話「現金と舌を切られた女」（1971年） - 堀越
  - 第168話「サイコロGメン死んで貰います」（1971年） - 市岡組長
  - 第174話「黒衣の花嫁 南国の連続殺人」（1971年）
  - 第189話「殺されに来た金色の眼の女」（1971年）
  - 第191話「死刑台三歩前私を抱いて!」（1971年)
  - 第196話「1972紅の翼大空を行く」（1972年)
  - 第203話「突撃！ニッポンどぶねずみ強盗団」（1972年） - インターナショナル銀行支店長
  - 第206話「華麗な死刑の部屋」（1972年)
  - 第230話「殺し屋グラマー大行進!」（1972年)
  - 第235話「脱獄囚バッドファーザー」（1972年)※ノンクレジット
  - 第248話「殺し屋ども何人でも来い!」（1972年)
  - 第250話「サイコロＧメン生首千両箱」（1973年）
  - 第257話「世界のギャング日本上陸」（1973年） - 児玉
- 河童の三平 妖怪大作戦 第15話「妖怪猫道人」（1968年、NET / 東映）
- ブラックチェンバー（1969年、CX / 東映）
- プレイガールシリーズ（12ch / 東映）
  - プレイガール
    - 第26話「女が野生に帰るとき」（1969年）
    - 第32話「女が悪魔に身を売るとき」（1969年）
    - 第34話「関東おんな仁義」（1969年）
    - 第44話「悪童の性典」（1970年）
    - 第68話「怪談 女の恨みは地獄から」（1970年）
    - 第79話「スリラー 浴室の死美人」（1970年）
    - 第96話「男殺しやわ肌仁義」（1971年）
    - 第104話「スリラー死神からの脅迫状」（1971年）
    - 第125話「女一匹三千世界に家もなし」（1971年） - 外科医・山根
    - 第150話「女のあらくれ」（1972年） - 医師
    - 第173話「浴室に銃を向けろ」（1972年） - 味方信造
    - 第175話「河豚田警部の初恋-タダほど高い恋はない-」（1972年） - 弁護士
    - 第182話「たまき撃たる!!」（1972年） - 医師
    - 第215話「港町の風俗巡査」（1973年） - 奥田
    - 第221話「ヌードモデル殺人事件」（1973年）
    - 第230話「裸の女は夏死ぬ」（1973年） - 医者
    - 第233話「夜ごとの肌に黒い罠!!」（1973年）
    - 第278話「怪談 蝙蝠屋敷の怨霊」（1974年） - 井上
    - 第284話「愛して!悶えて!殺されて!」（1974年）

  - プレイガールQ 第61話「年忘れ脱ぎ脱ぎ作戦」（1975年） - 刑事A
- ゴールドアイ 第2話「脱獄12時間」(1970年、NTV / 東映） - 捜査主任
- さすらいの狼（1972年、NET / 東映）
  - 第5話「ふたりの竜」
  - 第12話「竜を愛した炎の女」
- 仮面ライダーシリーズ（MBS  / 東映）
  - 仮面ライダーV3（1973年）
    - 第6話「ハンマークラゲ出現! 放て、V3の必殺わざ!!」 - 医師（ハンマークラゲ人間態）
    - 第27話「生きかえったゾル・死神・地獄・ブラック」 - 医師
    - 第36話「空の魔人 ツバサ軍団」 - 井沢局長

  - 仮面ライダーX 第18話「恐い! ゴッドの化けネコ作戦だ!」（1974年） - 沢田の上司（キャッティウス人間態）
  - 仮面ライダーストロンガー 第27話「改造魔人! デルザー軍団現わる!!」（1975年） - 所長
  - 仮面ライダー (スカイライダー)
    - 第4話「2つの改造人間 怒りのライダーブレイク」（1979年） - 本田博士
    - 第26話「3人ライダー対ネオショッカーの学校要塞」（1980年） - 校長
    - 第43話「怪談シリーズ 耳なし芳一 999の耳」（1980年） - 和尚
- 非情のライセンス（NET→ANB / 東映）
  - 第1シリーズ
    - 第5話「兇悪の華」 (1973年)　- 三上
    - 第20話「兇悪の正義」 (1973年)　- 不動産屋
    - 第29話「兇悪の甘い影」 (1973年)　- 小室
    - 第46話「兇悪のヘッドライト」（1974年） - 松田源一

  - 第2シリーズ 
    - 第13話「兇悪の噴煙」(1974年)　- 野木
    - 第17話「兇悪の誇り」(1975年)　- 機動隊隊長
    - 第33話「兇悪の街角」(1975年)　- 紳士
    - 第52話「兇悪の再会」（1975年）※ノンクレジット
    - 第71話「兇悪の情熱」 (1976年)　- 小野刑事
    - 第80話「兇悪のゆりかご」 (1976年)　- バタ屋男A
    - 第96話「兇悪のカムバック」 (1976年)　- 紳士
    - 第98話「兇悪の女将」（1976年）- 居酒屋の客※ノンクレジット
    - 第104話「背任」（1976年）- 石原刑事
    - 第117話「過去」（1977年）- 人事課長
    - 第121話「強姦」（1977年）- 医者

  - 第3シリーズ 第4話「兇悪の女医・ささやく鍵」（1980年）- 帝国秘密探偵社所長
- アイフル大作戦（TBS / 東映）
  - 第11話「電話で死体が転がりこんで来た」（1973年）
  - 第14話「真夏に死人はスキーする!」（1973年)　- 藤井
  - 第19話「東京-網走 同棲時代コンテスト」（1973年）
  - 第22話「ゲタゲタ笑う墓の下のガイ骨」（1973年）
  - 第34話「接吻で始まった出来事」（1973年）
  - 第40話「暑い南の島のストーブリーグ戦」（1974年）
  - 第54話「仁義ある戦い」（1974年）
  - 第55話「探偵専科　愛と死のたわむれ」（1974年）
  - 第56話「卒業式・サヨナラ涼子という女」（1974年）
- サスペンスシリーズ 人妻恐怖・地獄道路 （1973年、MBS / 東映） - 郵便配達夫
- イナズマン （NET / 東映） 
  - 第4話「日本列島大爆発!!」（1973年） - 被害者
  - 第18話「友情のイナズマ落し!!」（1974年） - マンションの管理人
- 右門捕物帖（1974年、NET / 東映）
  - 第9話「朱彫りの招き」 - 医者
  - 第14話「十六夜御用心」 - 医者
  - 第31話「切腹」 - 医者
- バーディー大作戦（TBS / 東映）
  - 第12話「縛り首の木のある恐い町」（1974年）
  - 第17話「殺人鬼の見合い結婚」（1974年） - 編集長
  - 第19話「幽霊と同棲する女」（1974年） - 中谷弁護士※ノンクレジット
  - 第21話「刑事ボロンボ 花嫁交換殺人事件」（1974年）
  - 第24話「警官ギャング」（1974年）
  - 第26話「燃えよ! ドラゴン日本上陸」（1974年）
  - 第27話「レディ（秘）大作戦」（1974年） - 銀行支店長
  - 第30話「グラマー殺し屋部隊」（1974年） - 中央宝石店・店長
  - 第31話「本物? 偽物? 接吻泥棒」（1974年）
  - 第34話「年忘れ新婚除夜の鐘」（1974年）
  - 第35話「1975白銀に舞う大アクション!」（1975年）
  - 第39話「連続殺人! 女の事件簿」（1975年）
  - 第40話「ミイラ連続殺人事件」（1975年）
  - 第41話「全員! 覗き盗聴開始!」（1975年） - 朝日銀行中町支店長
  - 第43話「電話で人を殺す方法」（1975年）
  - 第49話「助けて! 浴室裸体殺人事件」（1975年）
  - 第54話「バーディー 真昼に死す」（1975年）
- がんばれ‼︎ロボコン（NET / 東映）
  - 第5話「ムンギョ！泥棒だ‼︎」（1974年）
  - 第73話「ゲバリキュン‼︎どうかおいらを追い出して」（1976年）
- 刑事くん（TBS / 東映）
  - 第3部
    - 第5話「おれを射て!」（1974年）
    - 第20話「大人への階段」（1975年）
- Gメン'75（TBS / 東映）
  - 第3話「警官殺し」（1975年） - 医師
  - 第5話「純金の死体」（1975年） - 鑑識課員
  - 第11話「ピストル市場」（1975年） - 宝石店主人
  - 第23話「車椅子の女刑事」（1975年） - 修理工場長
  - 第32話「死んだはずの女」（1975年） - 裁判長※声の出演
  - 第39話「ギャングに呼ばれた刑事」（1976年） - 立花オサム
  - 第43話「刑法第11条・絞首刑」（1976年） - 関東刑務所教戒師
  - 第56話「魚の目の恐怖」（1976年）
  - 第59話「東京-沖縄縦断網」（1976年）
  - 第60話「暑い南の島・沖縄の幽霊」、第61話「沖縄に響く痛恨の銃声」（1976年） - 那覇署捜査一係刑事
  - 第62話「深夜放送ジャック」（1976年） - 「ひばり学園」園長
  - 第63話「拳銃を撃てない警官」（1976年） - 光陽銀行新町支店長
  - 第67話「部長刑事暗殺」（1976年） - 港南署刑事課長
  - 第73話「バカ!大人のバカ!!」（1976年） - 自動車修理会社長
  - 第78話「土曜日の幼稚園ジャック」（1976年） - 天和銀行行員
  - 第79話「24749の死体」（1976年） - 警視庁上野署捜査課刑事
  - 第81話「灰色高官殺人事件」（1976年） - 解剖医※ノンクレジット
  - 第84話「三本指の刑事」（1976年）
  - 第85話「'77元旦デカ部屋吹っ飛ぶ!」（1977年）
  - 第90話「スキー場首吊り殺人事件」（1977年）- 駐在の巡査
  - 第91話「逃亡者」（1977年）- 洋品店主人
  - 第93話「29の死神の手紙」（1977年）- 泉台郵便局長・広瀬
  - 第95話「殺人完了電話」（1977年）- 少年院院長
  - 第96話「停年強盗」（1977年） - 銃砲店主人
  - 第97話「嫁・姑・孫の戦い」（1977年） - 藤崎捜査主任
  - 第99話「安楽死」（1977年） -  裁判官
  - 第104話「77.5.14 津坂刑事殉職」（1977年）
  - 第107話「俺のスーパーカーの葬式」（1977年） - 所轄署刑事
  - 第108話「ヌードモデル殺人事件」（1977年） - 秋山仙吉
  - 第109話「新東京国際空港の幽霊」（1977年） - 刑事
  - 第111話「Gメン対県警・女子大生殺し」（1977年） - 警視庁捜査一課刑事
  - 第113話「ガンを宣告された刑事」（1977年） - 関東拘置所所長
  - 第114話「極秘捜査・赤ちゃん誘拐!」（1977年） - 警視庁刑事
  - 第119話「アルコール漬けの小指」（1977年） - 水上シンジの父親
  - 第123話「連続誘拐事件・前編 野球場ナイター殺人事件」（1977年） - 宮下署中央通り交番の巡査
  - 第125話「ウソ発見機」（1977年） - 「サン八幡」営業所所長
  - 第129話「警察犬と女刑事」（1977年） - 所轄署刑事
  - 第133話「死体の首を折る男」（1977年）
  - 第134話「移動交番爆破事件」（1977年） - 捜査本部長
  - 第138話「複顔術」（1978年） - 元アパート管理人
  - 第139話「女子大生ネクタイ絞殺事件」（1978年） - 金坂刑事部長
  - 第142話「エレベーター密室殺人事件」（1978年） - 上坂署刑事
  - 第143話「午前2時に拾った女」（1978年） - 海老原巡査部長
  - 第144話「雪原に消えた13人の乗客」（1978年）
  - 第152話「女だけの通夜」（1978年） - 解剖医
  - 第153話「魚の戦争」（1978年） - 所轄署刑事
  - 第154話「女刑事・初めての体験」（1978年） - 立ち食い蕎麦屋主人
  - 第157話「ウェディングドレス殺人事件」（1978年） - 医師
  - 第158話「警官だけを殺せ!」、第159話「刑事が銃殺される時」（1978年） - 東昭銃器製作所大高工場長
  - 第161話「嘘つき警官」（1978年） - 大学教授
  - 第162話「女子大生と警官の異常な関係」（1978年） - リサの父親
  - 第164話「消えた乳母の赤ちゃん」（1978年） - 裁判長
  - 第167話「交通違反者の復讐」（1978年） - 所轄署捜査主任
  - 第169話「深夜バス乗客大量殺人事件」（1978年） - 弁護士
  - 第174話「母ちゃんは地獄へ行け!」（1978年）
  - 第175話「香港カラテ対Gメン」（1978年） - 畑中裁判長
  - 第185話「津軽海峡を渡る片足の男」・第186話「青函連絡船の殺し屋」（1978年） - 松岡清助巡査
  - 第187話「爆弾を持ったサンタクロース」（1978年） - 新井室長
  - 第189話「危機一髪! お年玉爆弾カメラ」（1979年） - 警視総監
  - 第194話「銀嶺を行く網走脱獄囚」（1979年） - ニセ検事
  - 第199話「土曜日にネズミを殺せ!」（1979年） - 港東署署長
  - 第207話「婦人警官連続射殺事件!」（1979年） - 検視官
  - 第215話「白バイに乗った痴漢」（1979年） - 中野坂署捜査主任
  - 第222話「大暴走! バスジャック」（1979年） - 所轄署刑事
  - 第226話「電話魔」（1979年） - 刑事
  - 第237話「カーアクション強盗団」（1979年） - 済生会中央病院医師
  - 第243話「奇妙な男と女のギャング」（1980年） - 横浜港南署捜査主任
  - 第245話「浴槽の死美人」（1980年） - 検視官
  - 第246話「女子大学入試殺人事件」（1980年） - 検視官
  - 第248話「警察の中に出た幽霊」（1980年） - 検視官
  - 第249話「コペンハーゲン　女子留学生殺人事件」（1980年） - 刑事
  - 第252話「15年前の女の死体」（1980年） - 監察医務医
  - 第255話「女が掘った落し穴」（1980年） - 古治警視正
  - 第264話「悪魔の棲む家」（1980年） - 増井
  - 第265話「死化粧の女」（1980年） - 関東刑務所所長
  - 第272話「東京－神戸電話殺人」（1980年） - 保護観察司
  - 第276話「夜囁く女の骸骨」（1980年） - 精神鑑定医師
  - 第283話「オホーツク海の幽霊船」（1980年） - 山吉丸船長
  - 第292話「香港の女カラテ対Gメン」 - 第294話「香港の女カラテ対Gメン PART3」（1981年） - 陳警部
  - 第300話「盗まれた女たち」 - 第301話「盗まれた女たちPART2」（1981年） - 小山浩市
  - 第319話「香港カラテ対北京原人」、第320話「香港カラテ対北京原人PART2」（1981年） - 周警部
  - 第340話「闇に囁く連続女性殺人鬼」（1981年） - 山手署捜査主任
  - Gメン'82 第8話「ジングルベルに踊る死体」（1982年） - 山脇刑事課長
- ザ★ゴリラ7 第5話「大泥棒弟子入り志願」（1975年、NET / 東映）
- 正義のシンボル コンドールマン 第21話「悪魔の超一流塾」（1975年、NET / TTP） - 受付
- 大非常線 第2話「誘拐プロフェッショナル」（1976年、NET / 東映） - 刑事部長
- ベルサイユのトラック姐ちゃん 第5話「ベルトラ姐ちゃん大奮闘!」（1976年、NET / 東映）
- 宇宙鉄人キョーダイン （MBS / 東映）
  - 第9話「怪?! 空とぶノコギリ円盤」(1976年) - 志村博士
  - 第25話「氷地獄だ!! 恐怖の冷凍怪物!!」(1976年) - 井上博士
  - 第39話「どうする!? マレー大彗星が地球に衝突」(1977年) - 議長
- 忍者キャプター 第10話「怪奇! ロボット使い」（1976年、12ch / 東映）- 田村信一郎
- ぐるぐるメダマン 第4話「ずるやすみ友の会だぞ！」（1976年、12ch / 東映）- 富豪
- ザ・カゲスター  第25話「ドクガルダー 人喰い作戦！」（1976年、NET / 東映）- 医師
- 大鉄人17（1977年、MBS / 東映） - 国防長官
  - 第2話「地上最大の巨人頭脳」
  - 第11話「ブレインから来た招待状」
  - 第12話「決死！ ブレイン大爆破」
- 特捜最前線（ANB / 東映）
  - 第6話「私の愛の墓標」（1977年）
  - 第13話「愛・弾丸・哀」（1977年）
  - 第32話「殉職・涙と怒りの花一輪」（1977年）
  - 第49話「時効５分前のチャップリン!」（1978年）
  - 第57話「改造拳銃・失われたロック!」（1978年）
  - 第75話「面影・密告してきた女!」（1978年）
  - 第83話「凶悪のラブハンター!」（1978年）
  - 第88話「私だけの三億円犯人!」（1978年）
  - 第118話「子供の消えた十字路」（1979年）
  - 第132話「殺意のフラメンコ!」（1979年）
  - 第141話「脱走爆弾犯を見た女!」（1979年）
  - 第161話「復讐II 5億円が舞い散るとき!」（1980年）
  - 第163話「ああ三河島・幻の鯉のぼり!」（1980年）
  - 第180話「ダイナマイトパニック・殺人海域!」（1980年）
  - 第188話「プラットホーム転落死事件!」（1980年）
  - 第255話「張り込み　顔を消した女!」（1982年）
  - 第275話「望郷　凶悪のブルーハワイ!」（1982年）
  - 第276話「望郷II　帰らざるワイキキビーチ!」（1982年）
  - 第350話「殺人トリックの女!」（1984年）
  - 第379話「蛍の女・望郷のまつりうた」（1984年）
  - 第430話「昭和60年夏・老刑事船村一平退職!」（1985年）
  - 第454話「フラッシュバック! 通り魔を殺した女」（1986年）
- 快傑ズバット 第30話「悲しき生と死の間」（1977年、12ch / 東映） - 乙部医師
- 土曜ワイド劇場（ANB）
  - 新幹線殺人事件（1977年、東映）
  - 松本清張の聞かなかった場所（1979年、東映）
  - 三毛猫ホームズの推理（1979年、東映） - 総合病院医師
  - 運命の旅路 謎の特急出雲1号（1980年、東映）
  - 女弁護士 朝吹里矢子シリーズ（東映）
    - 第6作「レイプされた恋人」（1982年）
    - 第9作「相続欠格の謎」（1987年）

  - 西村京太郎トラベルミステリー（東映）
    - 第3作（1983年）
    - 第5作（1984年）
    - 第12作（1987年）

  - 瀬戸内海殺人事件 女28才の疑惑 殺人現場は瀬戸内？東京？（1983年、ABC / 東映）
  - 松本清張の断線（1983年、東映）
  - 女弁護士 朝吹里矢子9・相続欠格の謎（1987年、東映）
  - 山陽路に消えた　人妻私は許さない!今、復讐に燃える死化粧の女（1987年、東映）
  - 密会の宿5（1989年、東映）
  - 火の国殺人行　わらべ唄は死の予告！信州あずみ野－大分、完全犯罪解明の旅（1989年）
  - 阿寒湖マリモ殺人事件　姉の死は自殺!?６年目に解き明かす湖畔の疑惑!!（1989年、ABC / 東京映画新社）
  - 床旅情殺人事件 まぼろしの花嫁衣裳、婚約者の偽装心中の謎を追って釧路、網走（1990年、大映テレビ）
  - 悪女の季節 華麗な変身をとげた白い肌の完全犯罪!（1990年、PDS）
  - 地底から生き返った男（1990年、ABC / 松竹芸能）
  - 松本清張スペシャル 松本清張の数の風景（1991年、東映 / 霧企画） - 米田五郎
  - タクシードライバーの推理日誌2（1993年、総合ビジョン） - 伏島慈光
  - 過去をもって来た女（過去を持って来た女）みちのく湯けむり殺意の旅（1993年、IVSテレビ制作）
  - 下町女占い師 清香姐さんの人情事件簿暗い森が呼んでいる…霊感推理で謎の連続殺人に迫る!（1995年、C.A.L）
- 青春の門 第二部（1977年、MBS / 松竹芸能）
- 野望 第4話「華麗なる追跡」（1977年、ANB / 東映）
- 新幹線公安官 第2シリーズ 第7話「奪われたハネムーン」（1978年、ANB / 東映）
- 消えた巨人軍（1978年、NTV / 東映） - 東京駅助役
- 人間の証明 （1978年、MBS / 東映） - 山路部長刑事
- スパイダーマン （12ch / 東映）
  - 第5話「激突マシンGP-7! 兄弟の誓い」（1978年）- 菊池外科病院院長
  - 第35話「秘境アマゾンから来たミイラ美女」（1979年）- 東亜大学教授
- スーパー戦隊シリーズ（ANB / 東映）
  - バトルフィーバーJ（1979年）
    - 第1話「突撃!! 球場へ走れ」 - 国防省幹部
    - 第21話「恐竜半島へ突撃!!」、第22話「女スパイ団の逆襲」 - 有島千造

  - 電子戦隊デンジマン 第5話「壁に蠢く赤い毒花」（1980年） - 野田三郎
  - 高速戦隊ターボレンジャー 第6話「ヌルルッ! 暴魔ゾンビ」（1989年） - ヒロシ、ミサの祖父
- 柳生一族の陰謀 第22話「地獄を見た女」（1979年、KTV / 東映）
- 赤穂浪士 （1979年、ANB / 東映 / 中村プロ） - 奥田孫太夫
- 鉄道公安官 （ANB / 東映）
  - 第10話「それは車中で起った」（1979年）
  - 第16話「アグネスの鎌倉秘密旅行」（1979年）
  - 第39話「女子大生探偵旅行!」（1980年）
- 暴れん坊将軍シリーズ（ANB / 東映）
  - 吉宗評判記 暴れん坊将軍
    - 第71話「日本一の名づけ親」（1979年） - 与之吉
    - 第89話「花も恥じらう一番手柄!」（1979年） - 仁王の亀吉
    - 第123話「女親分! め組のおさい」（1980年） - 与作
    - 第139話「口説いた相手が悪かった」（1980年） - 八兵衛
    - 第166話「鈴に誓った前髪剣法」（1981年） - 上州屋惣兵衛
    - 第207話「しばし名残の八百八町」（1982年） - 利兵衛

  - 暴れん坊将軍II
    - 第10話「泣くな吉宗　大江戸無情 」（1983年） - 加助
    - 第22話「十手を下さい お奉行様!」（1983年） - 弥兵衛
    - 第48話「初午に燃えた江戸っ子神輿」（1984年） - 弥助
    - 第68話「いま、ひと夏のいのち唄!」（1984年） - 越前屋
    - 第95話「心やさしき仇討選手」(1985年)　- 枡屋与平次
    - 第114話「花の吉原 人質新さん!」（1985年） - 留造
    - 第125話「勅使下向、天下を賭けた江戸っ子神輿!」（スペシャル）（1985年） - 長蔵
    - 第155話「永代橋に消えた恋!」（1986年） - 弥兵衛
    - 第187話「夫婦喧嘩と釣り天井!」（1987年） - 宇吉

  - 暴れん坊将軍III - 小石川養生所医師・足立玄石（準レギュラー）
    - 第1話「吉宗初暴れ! 少女涙の訴え状」（1988年）
    - 第3話「これぞ庶民の目安箱」（1988年）
    - 第5話「新さん 江戸の風に舞う!」（1988年）
    - 第10話「逆転! 必死の王手飛車取り」（1988年）
    - 第15話「妻を斬った男」（1988年）
    - 第17話「ちゃんにとどけ! 江戸ばやし」（1988年）
    - 第21話「さらわれたお葉」（1988年）
    - 第27話「罠にかかった女」（1988年）
    - 第29話「狙われた玉の輿!」（1988年）
    - 第32話「幽霊も泣きます! おんな坂」（1988年）
    - 第34話「男無用のつっぱり十手!」（1988年）
    - 第43話「悲願成就、半次郎のいのち」（1988年）
    - 第49話「おいらの父は日本一!」（1989年）
    - 第61話「淡雪に祈りの恋奉公!」（1989年）
    - 第67話「まさか! 辰五郎が不倫!?」（1989年）
    - 第69話「浮世哀しや あだ花の女!」（1989年）
    - 第74話「お葉せんせいの恋治療!」（1989年）
    - 第81話「八百八町を狙う公家剣法!」（1989年）
    - 第91話「地獄を見たかオウムちゃん」（1989年）
    - 第97話 500回SP「将軍琉球へ渡る 天下分け目の決闘」（1990年）
    - 第98話「幼きいのち なみだ旅!」（1990年）
    - 第102話「対決! 三人の白頭巾」（1990年）
    - 第107話「みちのく夫婦しぐれ!」（1990年）
    - 第117話「おんな武芸者の恋」（1990年）
    - 第119話「大江戸めおと花火」（1990年）
    - 第125話「紅い国から来た殺人者!」（1990年）
    - 第127話「柔肌いのち、悲しき裏切り!」（1990年）
    - 第129話「吉宗、しばし名残の大暴れ!」（1990年）

  - 暴れん坊将軍IV
    - 第19話「夢を撃った六連発!」（1991年）
    - 第21話「一大事! 花嫁は鬼っ子姫」（1991年）
    - 第26話 SP「江戸城反乱! 連判状に仕掛けられた罠!!」（1991年）
    - 第35話「雪国からの椿姉妹」（1991年）
    - 第38話 SP「狙われた江戸城の花嫁!」（1991年）
    - 第40話「いなせ新さん 渡世人修行」（1992年）
    - 第43話「戦慄! 狙われた養生所」（1992年）
    - 第60話「大奥の殺人者!」（1992年）
    - 第67話「三年目の新妻化粧」（1992年）
    - 第74話「献上雪が飛び散った」（1992年）

  - 暴れん坊将軍V
    - 第1話 SP「大雪原の血煙り、吉宗を愛した復讐鬼!」（1993年）
    - 第2話「隠居金千両の行方」（1993年）
    - 第3話「狙われた氷の美女」（1993年）
- 騎馬奉行（KTV / 東映）
  - 第1話「憎い男の初仕事」（1979年）
  - 第11話「怪盗白羽矢組 女体の罠」（1979年）
  - 第18話「同心、散華の賦」（1980年）
  - 第23話「悲願! 野菜の直か売り」（1980年）
- 探偵物語 （NTV / 東映芸能ビデオ）
  - 第12話「誘拐」（1979年）
  - 第23話「夕陽に赤い血を!」（1980年）
- 西部警察シリーズ（ANB / 石原プロ）
  - 西部警察 - 警察病院医師（準レギュラー）
    - 第6話「横浜銃撃戦」（1979年）
    - 第22話「少年」（1980年）
    - 第30話「絶命・炎のハーレー」（1980年）
    - 第36話「燃える導火線」（1980年）
    - 第43話「4号岸壁の殺人」（1980年）
    - 第53話「特ダネの罠」（1980年）
    - 第62話「危険な情報」（1980年）
    - 第77話「38時間の戦慄」（1981年）
    - 第79話「婦人警官」（1981年）
    - 第84話「危険な女」（1981年）
    - 第118話「あの歌をもう一度」（1982年）
    - 第119話「マフィアからの挑戦」（1982年）
    - 第120話「消えた白バイ隊の謎」（1982年）
    - 第122話「リキ、絶体絶命」（1982年）

  - 西部警察 PART-II 第8話「暁の決断」（1982年） - 西部盲学校職員
  - 西部警察 PART-III
    - 第27話「銃撃」（1983年） - 宮本船長
    - 第31話「思い出さがし」（1983年） - 株主総会司会者（亜細亜商事）
    - 第64話「14年目の賭け」（1984年） - 久保寺留吉（宝石研磨師）
- ザ・スーパーガール （1980年、12Ch / 東映)
  - 第45話「女囚エレジー 愛の終着駅」
  - 第49話「入試地獄は詐欺の季節」
- 木曜ゴールデンドラマスペシャル / 東京大地震マグニチュード8.1（1980年、YTV / 東宝映像）
- 影の軍団シリーズ （KTV / 東映）
  - 服部半蔵 影の軍団 （1980年）
    - 第3話「悪魔が呼んだ奥州路」 - 熊谷右衛門
    - 第20話「私は殺される!」 - 手島主膳

  - 影の軍団II（1981年）
    - 第1話「眼には眼を」 - 板倉周防守
    - 第10話「幽霊が残した赤い椿」 - 上州屋佐吉

  - 影の軍団III 第21話「忍者を狩る美女」（1982年）
  - 影の軍団IV 第22話「金髪娘は拳銃で勝負」（1985年）
- ミラクルガール 第7話「美人探偵潜入作戦」（1980年、12ch / 東映)
- 爆走!ドーベルマン刑事 第13話「助けて!アレックス」（1980年、ANB / 東映）
- 傑作推理劇場 / 森村誠一の魔少年 （1980年、ANB / 東映）
- 悪党狩り 第5話「折れた十手」（1980年、12ch / 松竹、藤映像コーポレーション） - 勘助
- 大江戸捜査網（12Ch→TX / 三船プロ→ヴァンフィル）
  - 第365話「汚れた顔の天使達」（1980年）
  - 第471話「炎の誘惑 爆弾魔を斬れ」（1982年） - 仙石土佐守
  - 第479話「少女が襲う! 八歳の殺人者」（1983年）
  - 第493話「悪徳人妻市場 裏切りの情事」（1983年） - 成田屋
  - 第499話「泣くな妹よ! 岡っ引行進曲」（1983年） - 立花屋
  - 第508話「下手人は父ちゃんだ!」（1983年） - 平吉
  - 第536話「隠密同心 暁に去る」（1984年） - 源造
- 新大江戸捜査網 第9話「鈴の音は女の涙唄」（1984年、ヴァンフィル） - 伝兵衛
- 大江戸捜査網 (橋爪淳版)第1シリーズ 第5話「対決! 隠密同心vs火盗改め」（1990年、TX / Gカンパニー） - 医者
- 新春ワイド時代劇（TX）
  - それからの武蔵 （1981年、中村プロ） - 土井利勝
  - 徳川風雲録 御三家の野望（1986年、東映） - 柳生飛騨守
- 二百三高地 愛は死にますか（1981年、TBS / 東映） - 小学校校長
- 旅がらす事件帖 第20話「激突！修羅の阿波太鼓」（1981年、KTV / 国際放映） - 源右衛門
- 鬼平犯科帳 (萬屋錦之介)（ANB / 東宝 / 中村プロ）
  - 第2シリーズ 第21話「おれの弟」（1981年） - 宗仙
  - 第3シリーズ 第18話「大川の隠居」（1982年） - 医師・井上立泉
- 長七郎天下ご免!（1981年、ANB / 東映）
  - 第61話「恋女房江戸っ子花火」 - 利兵衛
  - 第99話「白狐に吼える影法師」 - 佐平
- 桃太郎侍 第223話「娘剣法一番勝負」（1981年、NTV / 東映） - 今井伊織
- 警視庁殺人課（1981年、ANB / 東映、藤映像コーポレーション）
  - 第5話「焔の女」
  - 第19話「恐怖のロープウェイ 死の脱出」 - 北島刑事
- プロハンター 第25話「ロング・グッドバイ」（1981年、NTV / セントラル・アーツ）
- 時代劇スペシャル（CX）
  - 八幡鳩九郎（1981年、勝プロダクション） - 忠左衛門
  - 日本犯科帳・隠密奉行 金沢篇（1981年、中村プロ）
  - 新・御金蔵破り（1982年、東映）
  - 素浪人罷り通る(3)血煙りの宿 （1982年、三船プロ）
  - 暗殺指令（1984年、東映）
- 銭形平次（CX / 東映）
  - 第797話「逆手一文字斬り」（1982年） - 弥兵ヱ
  - 第834話「誘拐」（1983年） - 唐津屋三右ヱ門
  - 第876話「笛屋敷殺人事件」（1984年）
- 火曜サスペンス劇場（NTV）
  - たそがれに標的を撃て（1982年、東映）
  - 張り子の虎（1983年、ユニオン映画） - 清水刑事
  - 隠された誘拐（1984年、ユニオン映画）
  - 黄色いコートの女（1985年、東映）
  - 女弁護士・高林鮎子2 L特急あずさ19号・逆転の殺意（1987年、東映）
  - L特急さざなみ7号で出会った女（1988年、大映テレビ）
  - ジューンブライド・ママ」（1988年6月14日、松竹） - 森田医師
  - 小京都ミステリー（大映テレビ）
    - 第1作「小京都連続殺人事件」（1989年）
    - 第2作「飛騨高山連続殺人事件」（1990年）
    - 第12作「みちのく酒田殺人事件」（1994年）

  - 女監察医・室生亜季子8 熱い凍死（1990年、東映） - 病院長
  - 六月の花嫁シリーズ結婚指輪（1990年、磯田事務所）
  - 顔斬り（1990年、磯田事務所）
  - 女動物医事件簿（1991年、東映）
    - 第2作「炎を吐いた猫」
    - 第3作「人見知りする犬」

  - 新任判事補1（1994年、近代映画協会）
  - 当番弁護士 (2)（1996年、磯田事務所）
  - 絆（1996年、磯田事務所）
- 柳生新陰流（1982年、TX / 中村プロ） - 土井利勝　※準レギュラー
- 春の傑作推理劇場 「森村誠一のステレオ殺人事件」(1982年、ANB / 東映） - 警官
- メタルヒーローシリーズ（ANB / 東映、旭通信社） 
  - 宇宙刑事ギャバン 第2話「盗まれた日本列島」（1982年） - 日本政府役員
  - 巨獣特捜ジャスピオン 第12話「神秘の大予言にサタンゴースがおびえる」（1985年）- 村の老人
  - 時空戦士スピルバン 第32話「ママをもどして! 恐怖の緑パニック」（1986年）- 花野博士
  - 世界忍者戦ジライヤ 第17話「夢破I 浜名湖に潜む魔王!」（1988年）- 村上源一郎（花忍一族頭領）
  - 機動刑事ジバン 第39話「マユミの指輪爆弾!」（1989年） - ラーメン屋の主人
  - 特警ウインスペクター 第28話「飛べ! 優子号」（1990年）- 老人ホームの老人達
  - 特救指令ソルブレイン 第10話「わしら純情放火団」（1991年）- 桜木賢蔵
- ザ・サスペンス（TBS）
  - 後鳥羽伝説殺人事件（1982年、大映テレビ） - 尾道書房主人
  - 四国連絡特急殺人事件 八十八霊場アベック巡礼の謎（1983年、大映テレビ）
  - 宣告（1984年、オフィス・ヘンミ） ｰ 裁判長
- 源九郎旅日記 葵の暴れん坊（ANB / 東映）
  - 第17話「瀬戸は夕焼け 夫婦舟」（1982年） - 政吉
  - 第27話「さらば湯の町残侠伝」（1982年） - 政五郎
  - 第40話「春を待つ夫婦だるま」（1983年） - 弥平
- ザ・ハングマンII 第11話「ヤミの談合ナマ中継」(1982年、ABC / 松竹芸能） - 安原公男
- 松平右近事件帳 第33話「妻恋いしぐれ」（1982年、NTV / ユニオン映画） - 与兵衛
- 新・松平右近 第14話「涙にぬれた花嫁衣装」（1983年、NTV / ユニオン映画） - 伊助
- 遠山の金さん（ANB / 東映）
  - 第1シリーズ（1983年）
    - 第40話「投げ縄おけい・私の過去をあばかないで!」
    - 第49話「大逆転! 泥棒になった遠山桜」
    - 第76話「愛か真か岐路に立つ女!」 - 木曽屋忠兵衛
    - 第100話「幻の秘宝・奥能登から来た女!」 - 源兵衛

  - 第2シリーズ 第17話「おんな花火師」（1986年） - 弥平
- 関西テレビ開局25周年記念 吉田茂（1983年、KTV / 東映）
- 大奥 （KTV / 東映） 
  - 第12話「見ざる言わざる聞かざる」（1983年） - 松平忠範
  - 第44話「天使たちのエロス」（1984年） - 居酒屋の亭主
- 大岡越前（TBS / C.A.L）
  - 第7部 第8話「美女に迫る魔の牙」（1983年） - 定八
  - 第8部 第3話「殺しの依頼は能面の女」（1984年） - 孫兵衛
  - 第12部 第1話「大岡越前」（1991年） - 茂平
  - 第14部 第9話「幸せ咲かせた兄妹草」（1996年） - 由造
- 水戸黄門（TBS / C.A.L）
  - 第14部 第15話「仇討ち悲願化物まつり -鶴岡-」（1984年） - 宗吉
  - 第15部 第15話「願い叶えた鯉のぼり -大竹-」 （1985年） - 徳平
  - 第17部 第6話「悲願仇討ち傘女房 -岐阜-」 （1987年） - 権太
  - 第18部 第15話「女意気地の博多織 -博多-」（1988年） - 弥右衛門
  - 第19部
    - 第9話「野望を砕く薪能 -鶴岡-」 （1989年） - 辰平
    - 第22話「悪事隠す謎の切腹 -高田-」（1990年） - 仁平

  - 第20部
    - 第6話「夢を叶えた夫婦花火 -吉田-」 （1990年） - 多平
    - 第36話「天誅!謎の虚無僧 -富山-」（1991年） - 吾平

  - 第21部（1992年）
    - 第12話「無念晴らした夢芝居 -人吉-」 - 十助
    - 第21話「鬼が仕組んだ姥捨山 -善光寺-」 - 元次

  - 第23部
    - 第4話「助さん格さん用心棒 -安中-」（1994年） - 作平
    - 第35話「悪を狙う謎の虚無僧 -彦根-」（1995年） - 治平

  - 第24部 第22話「冤罪晴らす復讐の刃 -敦賀-」（1996年） - 茂兵衛
- 水曜ロードショー特別企画 / 素晴らしきサーカス野郎（1984年、NTV / ユニオン映画）
- 太陽にほえろ!（NTV / 東宝）
  - 第605話「離婚」（1984年） - 碁会所主人
  - 第641話「二度死んだ女」（1985年） - おでん屋屋台の店主
  - 第664話「マイコンがトシさんを撃った!」（1985年） - マンション管理人
  - 第715話「山さんからの伝言」（1986年） - 菊池
- 弐十手物語 最終話「越前誘拐! 三十一文字の謎」（1984年、CX / 東映）
- 金曜女のドラマスペシャル 「愛の終着駅 バラバラ殺人事件!」（1984年、CX）
- 長七郎江戸日記（NTV / ユニオン映画）
  - 第1シリーズ
    - 第22話「狙われた姫君」（1984年） - 田所修理
    - 第49話「命、売ります」（1985年） - 中井良白
    - 第93話「居残り宅兵衛」（1986年） - 吉兵衛

  - 第2シリーズ
    - スペシャル「ふたり長七郎・京の舞」（1988年） - 桂木
    - 第52話「闇を斬る女医者」（1989年） - 八兵衛

  - 第3シリーズ 第33話「「男泣き兄弟盃」（1991年） - 松村小太夫
- ただいま絶好調! 第11話「真昼の決斗」（1985年、ANB / 石原プロ）
- 刑事物語'85 第15話「危険へのウェディングマーチ」（1985年、NTV / ユニオン映画）
- スケバン刑事 （1985年、CX / 東映） - 鷹の羽学園校長・宮川（準レギュラー）
- 私鉄沿線97分署 第28話「出張捜査はハネムーン!?」（1985年、ANB / 国際放映）
- 銀河テレビ小説（NHK）
  - まんだら屋の良太（1986年） - 一作
- おんな風林火山（1986年、TBS / 大映テレビ）- 長遠寺実了
- あぶない刑事シリーズ（NTV / セントラル・アーツ）
  - あぶない刑事 第9話「迎撃」（1986年） - 源六
  - もっとあぶない刑事 第18話「魅惑」（1989年） - 島村銃砲火薬店店主
- 銭形平次（1987年、NTV / ユニオン映画）
  - 第2話「涙は無用・忍術父娘」 - 奥宮鏡太郎
  - 第31話「死神のあまい香り」
- 女ふたり捜査官 第19話「家政夫が来た!」（1987年、ABC / テレパック）
- 傑作時代劇（1987年、ANB / 東映）
  - 第8話「さざんか花の女 佳人は三度変身する」
  - 第17話「怪猫恋ヶ渕 闇に光る無数の猫の目」
- 大都会25時 第7話「怯えた少女の眼! ニセ刑事殺人事件」（1987年、ANB / 東映）
- 現代恐怖サスペンス / ししゃもと未亡人（1987年、KTV / 東映）
- 新選組（1987年、ANB / 東映）
- はぐれ刑事純情派（ANB / 東映）
  - 第1シリーズ 第22話「複顔写真の男」（1988年）
  - 第3シリーズ 第18話「黒いロープの殺意!赤ん坊を拾った男」（1990年）
  - 第10シリーズ 第8話「贖罪のラーメン!？偽証の女」（1997年）
- 名奉行 遠山の金さん（ANB / 東映）
  - 第1シリーズ（1988年）
    - 第8話「ひょっとこ面の女」 - 甚平
    - 第20話「美人姉妹の復讐」 - 大留

  - 第2シリーズ 第22話「消えた犯人を探せ!助っ人は年上の女」（1989年） - 南海屋
  - 第3シリーズ 第17話「消えた殺人者、美人の仇討!」（1990年） - 加助
  - SP5「江戸城転覆! 女忍者の復讐」（1991年） - 武助
- 三匹が斬る!（ANB / 東映）
  - 続・三匹が斬る! 第7話「黒髪の尼に乞われて用心棒」（1989年） - 作蔵
  - また又・三匹が斬る! 第12話「幻の狐の嫁入り見て死んだ」（1991年）- 塚田孫兵衛
  - 新・三匹が斬る! 第10話「首一つ、賭けてみちのく影武者哀歌」（1992年） - 大谷左仲
- 男と女のミステリー 「丹後・宮津殺人岬」（1988年、CX / 大映テレビ） - 甲府三光寺住職
- 隠密・奥の細道 第3話「那須野に揺れるかさね草」（1988年、TX / Gカンパニー）
- さすらい刑事旅情編（ANB / 東映）
  - さすらい刑事旅情編II 第10話「函館本線の女・傷だらけの帰郷」（1989年）
  - さすらい刑事旅情編III 第5話「ツイてない男・愛犬が暴露した完全犯罪」（1989年）
  - さすらい刑事旅情編IV 第21話「南国土佐の殺意・ホテルから消えた女医」（1992年）
- 火曜スーパーワイド 「伊豆急展望列車 リゾート21の謎」（1989年、ANB/ 東映）
- 火曜ミステリー劇場（ANB）
  - 西村京太郎スペシャル・十津川警部シリーズ 十津川警部の対決（1991年、東映）
  - カラオケ教室殺人事件　日本海おんなが消えた歌の旅（1991年、東映）
- 新吾十番勝負（1990年、ANB / 東映）
- 女無宿人 半身のお紺 第8話「醒めてうずきます」（1991年、TX / C.A.L）
- 銭形平次（CX / 東映）
  - 第1シリーズ 第8話「証言の秘密」（1991年）
  - 第2シリーズ 第2話「夢の中の殺人」（1992年）
- 江戸を斬るVIII 第6話「義賊を騙る悪い奴」（1994年、TBS / C.A.L） - 平吉
- あばれ八州御用旅 第4シリーズ 第6話「鬼の首の弥藤次」（1994年、TX / ユニオン映画） - 塚本七左衛門
- 御家人斬九郎 第1シリーズ 第2話「用心棒二人」（1995年、CX / 映像京都）
- 水戸黄門外伝 かげろう忍法帖 第10話「娘忍びを売る男 -人吉-」（1995年、TBS / C.A.L） - 吾作

### CM
- 松下電器 『ナショナル黄金カイロぬくぬく』（1975年）